# St. Leonhard in Passeier
St. Leonhard in Passeier är en ort och kommun i provinsen Sydtyrolen i regionen Trentino-Sydtyrolen i Italien. Kommunen hade 3 558 invånare (2018).